# 小行星239071
小行星239071（239071 Penghu），臨時編號2006 GF，是一顆位於小行星帶的小行星。由國立中央大學鹿林天文台台長林宏欽和就讀於廣州中山大學的中國天文愛好者葉泉志於2006年4月1日發現。
該小行星以位於臺灣海峽的澎湖縣命名。